# Процесс шестнадцати

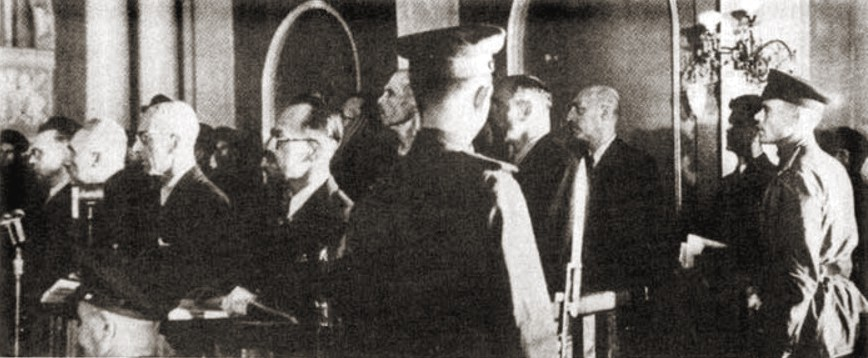
Процесс шестнадцати

Проце́сс шестна́дцати (пол. Proces szesnastu) — показательный судебный процесс над 16 высокопоставленными лидерами польского движения сопротивления, проводившийся советскими властями в Москве 18—21 июня 1945 года.
Советская сторона (начальник оперативной группы НКВД, представляющийся полковником гвардии) пригласила лидеров антикоммунистического подполья под предлогом обсуждения их возможного вхождения в состав правительства послевоенной Польши, предоставив им гарантии безопасности, однако в нарушение договорённостей они были арестованы НКВД и доставлены в Москву, где впоследствии большая часть из них была осуждена по обвинению в различных преступлениях против Красной Армии. В 1990 году Верховный Суд СССР реабилитировал осуждённых, прекратив дело за отсутствием состава преступления.

## История
Руководство подполья Армии Крайовой (АК) понимало возрастающие трудности продолжения широкомасштабной деятельности антикоммунистического подполья, направленной против Польского комитета национального освобождения и советских войск — как из-за предельной усталости населения от войны и понесённых в предшествующие годы огромных людских потерь, так и из-за репрессий со стороны НКВД и польских органов государственной безопасности. Они не рекомендовали продолжать вооружённое сопротивление, обречённое в дальней перспективе на проигрыш, предлагая организацию глубоко законспирированных структур (что пробовали делать в рамках организации «Не»). Многие члены AK с охотой шли служить в организацию, борющуюся с нацистами, их союзниками и коллаборационистами, но не были готовы и не имели желания служить в проигрывающей организации, воюющей против СССР и временного правительства. Из донесения последнего командующего АК генерала Окулицкого генералу Копаньскому: «14 января 1945 г. <…>
3) …Учитывая настроения низов, мне представляется, что мы должны быть исключительно осторожными в формулировании указаний о бойкоте постановлений люблинского временного правительства.
4) Я сам с сильно сокращенным штабом перехожу на подпольное положение, развивая конспиративную организацию „Nie“.
Термит»
19 января 1945 г. был издан приказ о её роспуске:

Быстро развивающееся советское наступление вскоре может привести к занятию Красной Армией всей Польши. Однако это не победа справедливого дела, за которое мы воевали с 1939 года. По существу, несмотря на создаваемую видимость свободы, это означает замену одной оккупации другой, проводимой под прикрытием люблинского временного правительства, безвольного орудия в российских руках…
Польша по российскому рецепту — не та Польша, за которую мы шестой год сражаемся с немцами, за которую пролито море крови и пережиты огромные страдания и разрушение страны. Мы не хотим вести борьбу с Советами, но никогда не согласимся на другую жизнь, кроме как в полностью суверенном, независимом и справедливо устроенном Польском государстве.
Нынешняя советская победа не заканчивает войны. Нам нельзя ни на минуту терять веру в то, что эта война может закончиться только победой правого дела, триумфом добра над злом, свободы над неволей.
По уполномочию Президента Речи Посполитой Польской освобождаю Вас от присяги и распускаю ряды Армии Крайовой.
Командующий вооружёнными силами в стране Недзвядек, генерал бригады Окулицкий.
Окулицкий приказал сохранить на нелегальном положении конспиративные штабы AK, спрятать в надёжных местах оружие и боеприпасы, тщательно законспирировать местонахождение радиопередатчиков.

1. Развивающееся советское наступление в скором времени может привести к занятию Красной армией всей территории Польши, что в действительности означает смену немецкой оккупации советской.
2. Навязанная в 1939 году Польше война не закончится победой Советов. Для нас она закончится только тогда, когда мы достигнем своей цели…
3. В изменившихся условиях новой оккупации мы должны направить свою деятельность на восстановление независимости и защиту населения.
4. Армия Крайова распущена. Командиры не легализуются. Солдат освободить от присяги, выплатить двухмесячное содержание и законспирировать.
Оружие спрятать.
Окулицкий возглавил новую подпольную военно-политическую организацию Niepodległość (Независимость) — NIE. Официальное решение о её создании польским правительством в изгнании было принято 14 ноября 1944 года. В задачи новой структуры входило:
- создание подпольных групп для уничтожения политических противников в стране;
- подготовка и проведение диверсий;
- ведение разведки в тылах советской армии;
- ведение пропаганды.

Разветвлённая сеть подпольных радиостанций, работающих в советском тылу, систематически передавала лондонским полякам шифрованные донесения. Вот типичный образец такой радиограммы за № 621-2, посланной из Кракова лондонскому главному командованию, перехваченной и расшифрованной советской военной разведкой:

Во второй половине марта в западном направлении проходило в среднем 20 эшелонов в день с войсками и амуницией (артиллерия, американские танки и пехота, в том числе одна треть — женщины)… В Кракове расклеено распоряжение о срочном призыве в армию 1895—1925 годов рождения. В Кракове при участии генерала Жимерского состоялся выпуск 800 офицеров, привезённых с востока…
В феврале 1945 года на заседании подпольного «Совета министров» в Польше Окулицкий внёс предложение образовать для руководства созданной им из основных кадров Армии Крайовой подпольной военно-политической организации «NIE» «политический центр» из представителей партий «Стронництво Людове», «Стронництво Народове», ППС и «Союза демократов». «Совет министров» одобрил это предложение и поручил Яну Янковскому вступить в переговоры по этому вопросу с представителями указанных партий. Штабам было дано указание сохранить действующие радиопередатчики, оружие и боеприпасы. Ряд округов АК, например, Люблинский и Белостокский, где сосредоточение подпольных отрядов и групп постаковского подполья было наиболее плотным, фактически не выполнили приказа о роспуске AK и превратились в новые конспиративные вооружённые организации. Фактически подполье лондонского правительства Польши — официального члена Антигитлеровской коалиции — с согласия главнокомандующего польских вооружённых сил на Западе вело необъявленную войну против СССР — одного из лидеров этой коалиции, документально зафиксировано уничтожение отдельных военнослужащих, мелких групп солдат и офицеров Красной Армии бойцами АК.
Тем не менее развернуть деятельность новой организации сколько-нибудь широко не удалось. Руководящие кадры антикоммунистического подполья находились в глубоком кризисе. Польское правительство в изгнании (премьер-министр Томаш Арцишевский), которое не признало решения Тегеранской конференции о границе Польши по линии Керзона, не могло, по мнению СССР, США и Великобритании, претендовать на власть в стране. Черчилль приказал избавиться от правительства Арцишевского. Так, среди ссор и многочисленных претензий эмигрантское правительство упустило все возможности своего возвращения в Польшу.
6 февраля 1945 года на конференции глав «Большой тройки» в Ялте И. В. Сталин сообщил, что регулярно получает сведения о многочисленных нападениях отрядов АК на советские военные посты, коммуникации и прочие структуры, обслуживающие потребности действующей армии, об убийствах советских солдат и офицеров. Он потребовал «порядка и спокойствия в тылу Советской Армии». Приведёнными данными («уже убито 212 красноармейцев») и задачами успешного ведения боевых действий лидер СССР обосновал необходимость подавления польского антикоммунистического подполья в тылу действующей Советской Армии.
Был получен немедленный ответ. Главный союзник польских властей в изгнании и АК У. Черчилль на заседании заявил: «Британское правительство признаёт, что нападения на Красную Армию недопустимы». Вслед за британцем ясный политический сигнал (в письменной форме) подал Сталину президент США Ф. Д. Рузвельт: «Ваша армия, продвигающаяся к Берлину, должна иметь обеспеченный тыл. Вы не можете и мы не должны терпеть какое-либо временное правительство, которое будет причинять Вашим вооружённым силам какие-либо неприятности этого рода. Я хочу, чтобы Вы знали, что я осознаю это полностью». Опубликованные документы говорят, что в условиях военного времени оба этих лидера признали за СССР право на пресечение враждебных действий подполья. Советская сторона приняла заверения лидеров США и Великобритании, которыми они взяли на себя часть ответственности за подавление польского антикоммунистического военно-политического подполья в тылу действующей Красной армии.
В результате активной оперативной деятельности «NIE» полностью прекратила своё существование уже весной 1945 года, когда почти все активные члены её руководства были арестованы. В марте 1945 года руководящие кадры антикоммунистического подполья в тылу действующей Красной Армии — представители эмигрантского польского правительства, находившиеся в Польше, большинство делегатов Совета Национального единства (временного подпольного парламента) и руководители АК-NIE были приглашены «генералом советских войск Ивановым» (начальником охраны тыла 1-го Белорусского фронта генералом НКГБ И. А. Серовым) на конференцию по поводу возможного вхождения руководителей антикоммунистического подполья в новое правительство. Руководство АК оказалось в плену собственных иллюзий и амбиций. Они хотели получить 80 % в новым составе (не признавая Временного правительства Польской Республики). Требовали рейса в Лондон — включить правительство Арцишевского в переговоры.. Руководителям антикоммунистического подполья в тылу действующей Красной Армии были даны гарантии безопасности, однако 27 марта их арестовали в Прушкуве и доставили в Москву. 24 апреля 1945 года Л. П. Берия ознакомил И. В. Сталина с документом, изъятым у Окулицкого и адресованным полковнику «Славбору», командующему западным обшаром «НІЕ» от 22 марта 1945 года: 

В случае победы СССР над Германией это будет угрожать не только интересам Англии в Европе, но и вся Европа будет в страхе… Считаясь со своими интересами в Европе, англичане должны будут приступить к мобилизации сил Европы против СССР. Ясно, что мы станем в первых рядах этого европейского антисоветского блока; и также нельзя представить этот блок без участия в нём Германии, которая будет контролироваться англичанами. <…> Мы будем включены в антисоветский европейский блок, организованный англичанами, а тем временем мы должны полностью использовать их материальную помощь.
Окулицкий подтвердил, что документ написан им лично.
После нескольких месяцев следствия арестованным предъявили обвинения. Прокурор заявил, что «в результате террористической деятельности АК-NIE в период с 28 июля по 31 декабря 1944 года было убито 277, и тяжело ранено 94, а в период с 1 января по 30 мая 1945 года убито 314 и тяжело ранено 125 солдат и офицеров Красной Армии».
Суд проходил с 18 по 21 июня 1945 года в присутствии представителей иностранной прессы, дипломатов и обозревателей из США и Великобритании. Стало понятно, что Вашингтон и Лондон не обеспечили гарантии неприкосновенности руководителям антикоммунистического подполья. Деконспирация организации антисоветского подполья NIE и связи антисоветского и антикоммунистического подполья с Лондоном обеспокоила британские власти. Суд проходил одновременно с конференцией по созданию просоветского правительства Польши.
Сразу же после ареста своих лидеров польское правительство в изгнании послало ноту протеста в Вашингтон и Лондон с требованием освободить задержанных. Сначала советское руководство отвергло эту информацию, как блеф «фашистского польского правительства». Как только стало ясно, что СССР располагает доказательствами деятельности Окулицкого в тылу фронта Красной Армии и без колебаний обнародует их, англосаксы изменили свой тон.Энтони Иден 4 мая 1945 года поспешил официально откреститься от генерала Окулицкого и военного подполья в тылу действующей Красной Армии. Когда же 5 мая советские представители подтвердили арест террористов, И, В. Сталин сообщил американскому посланнику Гарри Гопкинсу, что нет никаких причин связывать «процесс 16» с поддержкой коммунистического правительства Польши, так как приговоры не будут суровыми. 30 мая 1945 года Гарри Гопкинс в качестве специального посланника президента США поспешил официально откреститься в Кремле от арестованного генерала Окулицкого и военного подполья в тылу советских войск. Гопкинс поспешил заверить Сталина что если в списках людей, которые должны участвовать в коалиционном правительстве, будут фигурировать люди: «известные как агенты нынешнего польского правительства в Лондоне», то они будут вычеркнуты. Правительства Великобритании и США разделяли эту позицию.

Следствие считает установленным, что:
1) обвиняемые по настоящему делу Окулицкий Л. Б., Янковский Я. С, Бень А. В. и Ясюкович С. И. после освобождения территории западных областей Украины и Белоруссии, а также Литвы и Польши, являлись организаторами и руководителями польских нелегальных организаций на этой территории, проводивших активную подрывную работу в тылу Красной Армии;
2) обвиняемый Окулицкий при участии обвиняемых Янковского, Бень и Ясюковича, действуя по указаниям польского эмигрантского «правительства», ложно заявив Советскому военному командованию о роспуске «Армии Крайовой», в действительности сохранили её штабы, офицерские кадры и на этой базе создали новую законспирированную военно-политическую организацию под наименованием «НЕ»-«Неподлеглость» («Независимость»), в целях продолжения подрывной работы в тылу Красной Армии и подготовки военного выступления в блоке с Германией против СССР;
3) руководили подрывной деятельностью созданных ими подпольных организаций, направляли её на совершение террористических актов против бойцов и офицеров Красной Армии, диверсий на коммуникациях Красной Армии, неся таким образом всю моральную и политическую ответственность за диверсии и за террористические акты, совершённые в тылу Красной Армии;
4) вопреки приказу Советского военного командования об обязательной сдаче приёмо-передающих радиостанций, оружия и боеприпасов, скрыли их и использовали для подрывной работы против Красной Армии;
5) обвиняемый Окулицкий вёл разведывательно-шпионскую работу в тылах Красной армии;
6) обвиняемые Пайдак А. Ю., Пужак К. В., Звежинский А. К., Багинский К. С, Мерзва С. Ф., Стыпулковский З. Ф., Чарновский Е. С, Хацинский И. А., Урбанский Ф. А., Михаловский С. Ф., Кобылянский К. С. и Стемлер-Домбский И. Г. принимали участие в подрывной деятельности польского подполья на территории Польши в тылу действующей Красной Армии, были осведомлены о невыполнении руководителями подполья приказов Советского военного командования о сдаче приёмо-передаточных радиостанций, оружия и боеприпасов и использовали их в преступных целях.
Обвиняемые Окулицкий, Янковский, Ясюкович, Бень, Пайдак, Звежинский, Чарновский, Кобылянский, Мерзва, Урбанский, Михаловский и Стемлер-Домбский признали себя виновными в предъявленном обвинении полностью и уличаются имеющимися в деле документами, вещественными доказательствами и показаниями свидетелей.
Все, кроме одного подсудимого, признали обвинения, и 21 июня был вынесен приговор.
Главным судьёй был В. В. Ульрих, известный своей ролью во время сталинских репрессий. В составе суда были также генерал-лейтенант юстиции Н. П. Афанасьев и Р. А. Руденко. Британский посол Арчибальд Кларк Керр известил свое правительство о ходе суда в особой записке, в которой он с облегчением выразил удовлетворение, что благодаря мягкости приговоров дело шестнадцати не повлияло на договоренности о создании нового польского правительства.

## Персоналии
- Леопольд Окулицкий (Niedźwiadek, Медвежонок) — главнокомандующий Армии Крайовой -NIE, 10 лет тюрьмы[10][11], умер в тюрьме 24 декабря 1946 года. По утверждению польских историков и сокамерников: был убит[10].
- Ян Станислав Янковский — заместитель премьер-министра в представительстве польского эмигрантского правительства, 8 лет заключения, умер в заключении 13 марта 1953 года за 2 недели до окончания срока. По утверждению ряда польских историков, возможно, был убит[10].
- Адам Бень — первый заместитель министра образования и культуры, 5 лет заключения[12].
- Станислав Ясюкович — заместитель министра внутренних дел. 5 лет лагерей, умер в тюрьме в 1946 году[11].
- Казимеж Пужак — глава Совета национального единства и социалистической партии ПСС-ВРН, 1,5 года заключения[10][11], выпущен в ноябре 1945 года и возвратился в Польшу. Отказался эмигрировать, однако был вновь арестован службой безопасности в 1947 и приговорён к 10 годам заключения.
- Александр Звежинский — заместитель главы Совета национального единства, глава партии Народное объединение, 8 месяцев заключения[11].
- Члены Совета национального единства:
  - Антоний Пайдак — представитель польского правительства в изгнании, приговорён к 5 годам тюремного заключения, был освобождён в 1955 году.
  - Казимир Багинский — 1 год заключения[11], позже освобождён и принуждён к эмиграции в США.
  - Евгений Чарновский — глава Демократического союза, 6 месяцев заключения[11].
  - Юзеф Хацинский — глава партии Объединение труда. 4 месяца заключения[11].
  - Станислав Межва — 4 месяца заключения[11].
  - Збигнев Стыпульский — 4 месяца заключения[11], позже освобождён, эмигрировал в Великобританию.
  - Феликс Урбанский — 4 месяца заключения[11].
  - Станислав Михаловский — признан невиновным.
  - Казимеж Кобыляньский — признан невиновным.
  - Ю. Стемлер — переводчик польской группы, признан невиновным.

19 апреля 1990 года Пленум Верховного Суда СССР рассмотрел протест исполняющего обязанности Генерального прокурора СССР по данному делу. В протесте ставился вопрос об отмене приговора в отношении всех осуждённых за отсутствием в их действиях состава преступления. В частности, Янковский, Бень и Ясюкович заявили в суде, что в отношении Армии Крайовой они не имели никаких полномочий. Командование этой организацией подчинялось непосредственно главнокомандующему польскими вооружёнными силами в Лондоне, и решений о создании вооружённых отрядов в тылу Красной Армии они не принимали. Пленум Верховного Суда СССР постановил: приговор Военной коллегии Верховного Суда СССР от 21 июня 1945 года отменить и дело осуждённых прекратить за отсутствием состава преступления.